# 563 (szám)
Az 563 (római számmal: DLXIII) egy természetes szám, prímszám.

## A szám a matematikában
A tízes számrendszerbeli 563-as a kettes számrendszerben 1000110011, a nyolcas számrendszerben 1063, a tizenhatos számrendszerben 233 alakban írható fel.
Az 563 páratlan szám, prímszám. Jó prím. Pillai-prím. Biztonságos prím. Kiegyensúlyozott prím. Normálalakban az 5,63 · 102 szorzattal írható fel.
Szigorúan nem palindrom szám.
Az 563 négyzete 316 969, köbe 178 453 547, négyzetgyöke 23,72762, köbgyöke 8,25726, reciproka 0,0017762. Az 563 egység sugarú kör kerülete 3537,43333 egység, területe 995 787,48182 területegység; az 563 egység sugarú gömb térfogata 747 504 469,7 térfogategység.
Az 563 helyen az Euler-függvény helyettesítési értéke 562, a Möbius-függvényé −1.